# 모까이박현
모까이박현(베트남어: Huyện Mỏ Cày Bắc / 縣㖼𦓿北)은 베트남 벤째성에 속한 현이다.

## 역사
2008년 이전에, 모까이박현은 예전의 모까이현에 속했다. 그리고 쩌락현의 일부였다.
2009년 2월 9일, 베트남 정부는 11개 사를 분리하여 모까이박현을 설립하였다. 타인떤사, 타인응아이사, 떤푸사, 떤푸떠이사, 떤빈, 뉴언푸떤, 호아록, 카인타인떤은 모까이현에 속했고, 2개의 사인 흥카인쭝 A와 푸미는 쩌락현에 속했다.
설립 후 모까이박현은 15,463.78 헥타르의 천연 면적을 가지며, 주민 124,377명과 13개의 행정단위를 가지고 있다.

## 행정 구역
모까이박현은 13사(社)를 관할한다.

### 사
- 프억미쭝사 (福美中社, Xã Phước Mỹ Trung)
- 호아록사 (和祿社, Xã Hòa Lộc)
- 흥카인쭝A사 (興慶中A社, Xã Hưng Khánh Trung A)
- 카인타인떤사 (慶盛新社, Xã Khánh Thạnh Tân)
- 뉴언푸떤사 (潤富新社, Xã Nhuận Phú Tân)
- 푸미사 (富美社, Xã Phú Mỹ)
- 떤빈사 (新平社, Xã Tân Bình)
- 떤푸떠이사 (新富西社, Xã Tân Phú Tây)
- 떤타인빈사 (新成平社, Xã Tân Thành Bình)
- 떤타인떠이사 (新淸西社, Xã Tân Thanh Tây)
- 타인안사 (成安社, Xã Thành An)
- 타인응아이사 (盛義社, Xã Thạnh Ngãi)
- 타인떤사 (淸新社, Xã Thanh Tân)